# بلدية سترنتسي
بلدية سترنتسي هي بلدية في لاتفيا، بلغ عدد سكانها 3٬077  نسمة، في 2017، تبلغ مساحتها 376 كيلومتر مربع.

## التقسيمات الإدارية
- Jērcēni Parish [الإنجليزية]‏.